# Chemistry
Chemistry (ケミストリー, Kemisutorī) és un duo de pop japonès/R&B, compost per Yoshikuni Dōchin (堂珍嘉邦, nascut el 17 de novembre de 1978) i Kaname Kawabata (川畑要, nascut el 28 de gener de 1979). Foren guanyadors de l'audició Asayan (similar a la sèrie de American Idol) en 2000 organitzada per Sony Music Entertainment Japan.
El seu primer senzill "Pieces of a Dream" fou llançat el 3 de març de 2001, i fou un dels senzills millors venuts d'eixe any (pels 2 milions). Molts dels seus senzill han arribat al #1 en els ranquings Oricon (Oricon charts); tots els cinc àlbums han abastat el #1 el primer dia del seu llançament. Sa bona ratxa de números #1 fou trencada per l'àlbum dels Kinki Kids' H, situant-los a lloc #2 amb Fo(u)r.
Chemistry és també conegut en Corea per una col·laboració per a la cançó popular "Let's Get Together Now", participant talents de Corea i Japó i per col·laborar amb el cantant coreà Lena Park qui a apareix al b-side "Dance with Me" del senzill "Kimi ga Iru".
En March 6, 2008, Kaname Kawabata es casà amb la model Miki Takahashi. La va conèixer quan va aparèixer en el PV per "This Night."

## Discografia

### Àlbums
| #  | Title             | Release date | Ranking |
| 1  | The Way We Are    | 2001-11-17   | #1      |
| 2  | Second to None    | 2003-01-08   | #1      |
| 3  | Between the Lines | 2003-06-18   | #1      |
| 4  | One X One         | 2004-02-18   | #1      |
| 5  | Hot Chemistry     | 2005-01-26   | #1      |
| 6  | Fo(u)r            | 2005-11-16   | #2      |
| 7  | Re:fo(u)rm        | 2006-08-09   | #25     |
| 8  | All the Best      | 2006-11-22   | #1      |
| 9  | Face to Face      | 2008-01-30   | #3      |
| 10 | Winter of Love    | [[]]         |         |

### Singles
| #  | Title                                                                            | Data de lliurament | Ranking | No. de setmanes als Charts |
| 1  | "Pieces of a Dream"                                                              | 2001-03-07         | #1      | 32 setmanes                |
| 2  | "Point of No Return"                                                             | 2001-06-06         | #1      | 22 setmanes                |
| 3  | "You Go Your Way"                                                                | 2001-10-11         | #1      | 14 setmanes                |
| 4  | "Kimi wo Sagashiteta ~New Jersey United~" (君をさがしてた ～New Jersey United～) | 2002-05-09         | #2      | 12 setmanes                |
| 5  | "Floatin'"                                                                       | 2002-07-17         | #1      | 6 setmanes                 |
| 6  | "It Takes Two"                                                                   | 2002-11-13         | #1      | 14 setmanes                |
| 7  | "My Gift to You"                                                                 | 2002-12-18         | #4      | 2 setmanes                 |
| 8  | "Ashita e Kaeru" (アシタヘカエル)                                                | 2003-08-06         | #1      | 13 setmanes                |
| 9  | "Your Name Never Gone"                                                           | 2003-11-19         | #2      | 13 setmanes                |
| 10 | "So in Vain"                                                                     | 2004-02-04         | #3      | 6 setmanes                 |
| 11 | "Mirage in Blue"                                                                 | 2004-07-07         | #4      | 7 setmanes                 |
| 12 | "Long Long Way"                                                                  | 2004-10-27         | #4      | 6 setmanes                 |
| 13 | "Shiroi no Toiki" (白の吐息)                                                     | 2004-12-01         | #8      | 6 setmanes                 |
| 14 | "Kimi ga Iru" (キミがいる)                                                       | 2005-02-23         | #4      | 9 setmanes                 |
| 15 | "Wings of Words"                                                                 | 2005-07-27         | #2      | 12 setmanes                |
| 16 | "Almost in Love"                                                                 | 2005-11-02         | #6      | 8 setmanes                 |
| 17 | "Yakusoku no Basho" (約束の場所)                                                 | 2006-10-10         | #4      | 11 setmanes                |
| 18 | "Tōkage feat. John Legend" (遠影 feat. John Legend)                              | 2006-11-01         | #9      | 5 setmanes                 |
| 19 | "Top of the World"                                                               | 2006-12-06         | #28     | 5 setmanes                 |
| 20 | "Sora no Kiseki" (空の奇跡)                                                      | 2007-04-25         | #9      | 4 setmanes                 |
| 21 | "This Night"                                                                     | 2007-08-01         | #15     | TBA                        |
| 22 | "Saigo no Kawa"                                                                  | 2007-10-23         | ?       | ?                          |
| 23 | "Kagayaku Yoru" (輝く夜)                                                         | 2007-12-05         | ?       | ?                          |
| 24 | "Life goes on"                                                                   | 2008-08-20         | ?       | ?                          |
| 25 | "Koisuru Yuki Aisuru Sora"                                                       | 2008-11-05         | ?       | ?                          |
| 26 | "a Place for Us"                                                                 | 2009-02-18         | ?       | ?                          |

### Vídeos
- 2002-04-10 R.A.W. ~Respect and Wisdom- Chemistry Acoustic Live (en DVD i VHS)
- 2003-02-14 Chemistry the Videos: 2001-2002 ~What You See is What You Get~ (en DVD i VHS)
- 2003-09-10 Two as We Stand ~Live and Documentary 2002-2003~ (en DVD i VHS)
- 2005-01-26 Chemistry in Suntory Hall ~Hibiki~ (en DVD i UMD)
- 2006-08-09 Chemistry the Videos: 2003-2006 ~We Sing, Therefore We Are~ (en DVD i VHS)
- 2006-11-22 Chemistry 2006 Tour Fo(u)r (Blu-ray Disc)